# Hans-Otto Pingel
Hans-Otto Pingel (* 31. Juli 1953 in Bokel/Kreis Pinneberg) ist ein ehemaliger deutscher Sandbahn- (Langbahn-) und  Speedwayfahrer.

## Leben und Wirken
1976 fuhr Hans-Otto Pingel sein erstes Speedwayrennen. Von 1979 bis 1986 nahm er als Einzelfahrer an jeweils allen Deutschen Sandbahnmeisterschaften teil und wurde dabei 1983 und 1984 Deutscher Vizemeister. Er gehörte ferner zum Team 70 aus Brokstedt, bei dem unter anderem auch der mehrfache Weltmeister Egon Müller und der ehemalige Langbahnvizeweltmeister André Pollehn starteten. 1980 und 1981 wurde er mit dieser Mannschaft Deutscher Mannschaftsmeister im Speedway.
Seine größten Erfolge erreichte er auf der Langbahn als Einzelfahrer. Neben den zwei Deutschen Vizemeisterschaften stand er 1981 im Weltmeisterschaftsfinale und erreichte den 8. Platz. Auch in den Jahren 1982, 1983, 1984 und 1986 konnte er sich wieder für die Weltfinalkämpfe qualifizieren und belegte gute Platzierungen.
Mit dem MSC Brokstedt erreichte er 1986 das Bundesligafinale und wurde mit dieser Mannschaft Deutscher Vizemeister. Seinen letzten großen Erfolg feierte Pingel 2001 mit dem 5. Platz im Goldhelm-Finale auf dem Teterower Bergring (Grasbahn). 2002 startete er noch einmal nach acht Jahren Ruhepause (Speedway) zusammen mit seinem Schwiegersohn Matthias Kröger für den MSC Brokstedt in der Speedway-Bundesliga. 

## Quelle
- Helmut Trede: Die Hörner Dörfer. Aus der Geschichte von Bokel, Bokelseß, Brande-Hörnerkirchen, Osterhorn und Westerhorn. Im Selbstverlag, Bokel 1989.

| Personendaten    | Personendaten                       |
| ---------------- | ----------------------------------- |
| NAME             | Pingel, Hans-Otto                   |
| KURZBESCHREIBUNG | deutscher ehemaliger Speedwayfahrer |
| GEBURTSDATUM     | 31. Juli 1953                       |
| GEBURTSORT       | Bokel (Kreis Pinneberg)             |